# Asia Rugby Championship 2025
Asia Rugby Championship 2025 – dziewiąta edycja corocznego turnieju organizowanego pod auspicjami Asia Rugby dla trzech najlepszych azjatyckich męskich reprezentacji rugby union. Turniej został rozegrany od 13 czerwca do 5 lipca 2025 roku, a tytułu broniła reprezentacja Hongkongu. Zawody służyły jednocześnie jako ostatni etap azjatyckich kwalifikacji do Pucharu Świata 2027.
Do czołowej trójki poprzedniej edycji dołączył zwycięzca rozegranego w kwietniu 2025 roku barażu. Triumfator zyskiwał bezpośredni awans do turnieju finałowego Pucharu Świata 2027, zespół z drugiego miejsca utrzymywał szansę na występ w tym turnieju w kolejnych barażach. Sędziowie zawodów.
Trzy wysokie bonusowe zwycięstwa odniosła reprezentacja Hongkongu, zdobywając tym samym szósty tytuł z rzędu i bezpośredni awans na Puchar Świata 2027; zawodnicy z ZEA natomiast zmierzą się w barażu o prawo gry w światowym turnieju kwalifikacyjnym z drugą drużyną Pucharu Afryki 2025.
Wszystkie mecze były transmitowane w Internecie w mediach społecznościowych kontynentalnego związku.

## System rozgrywek
Rozgrywki prowadzone były systemem kołowym w ciągu trzech meczowych dni pomiędzy 13 czerwca a 5 lipca 2025 i uczestniczyły w nich trzy najlepsze zespoły poprzedniego sezonu oraz zwycięzca barażu pomiędzy najsłabszą drużyną ARC 2024 oraz zwycięzcą Dywizji 1. Zwycięzca meczu zyskiwał cztery punkty, za remis przysługiwały dwa punkty, porażka nie była punktowana, a zdobycie przynajmniej czterech przyłożeń lub przegrana nie więcej niż siedmioma punktami premiowana była natomiast punktem bonusowym.

## Baraż
| 19 kwietnia 202516:00 | Malezja | 19:59 | Sri Lanka | Colombo Racecourse Ground, Kolombo Sędzia: Jaco De Wit |
| 19 kwietnia 202516:00 |         | 19:59 |           | Colombo Racecourse Ground, Kolombo Sędzia: Jaco De Wit |

## Mecze
| 13 czerwca 202516:00 | Sri Lanka | 34:38 | Korea Południowa | Colombo Racecourse Ground, Kolombo Sędzia: J.P. Clement |
| 13 czerwca 202516:00 |           | 34:38 |                  | Colombo Racecourse Ground, Kolombo Sędzia: J.P. Clement |

| 14 czerwca 202519:30 | Zjednoczone Emiraty Arabskie | 10:43 | Hongkong | The Sevens, Dubaj Sędzia: Katsuki Furuse |
| 14 czerwca 202519:30 |                              | 10:43 |          | The Sevens, Dubaj Sędzia: Katsuki Furuse |

| 21 czerwca 202515:00 | Korea Południowa | 36:38 | Zjednoczone Emiraty Arabskie | Namdong Asiad Rugby Field, Inczon Sędzia: Morgan White |
| 21 czerwca 202515:00 |                  | 36:38 |                              | Namdong Asiad Rugby Field, Inczon Sędzia: Morgan White |

| 22 czerwca 202516:30 | Hongkong | 78:7 | Sri Lanka | Kai Tak Youth Sports Ground, Koulun Sędzia: Takehito Namekawa |
| 22 czerwca 202516:30 |          | 78:7 |           | Kai Tak Youth Sports Ground, Koulun Sędzia: Takehito Namekawa |

| 4 lipca 202516:00 | Sri Lanka | 21:29 | Zjednoczone Emiraty Arabskie | Colombo Racecourse Ground, Kolombo Sędzia: Craig Chan |
| 4 lipca 202516:00 |           | 21:29 |                              | Colombo Racecourse Ground, Kolombo Sędzia: Craig Chan |

| 5 lipca 202515:00 | Korea Południowa | 22:70 | Hongkong | Namdong Asiad Rugby Field, Inczon Sędzia: Ibuki Tetsuka |
| 5 lipca 202515:00 |                  | 22:70 |          | Namdong Asiad Rugby Field, Inczon Sędzia: Ibuki Tetsuka |